# 伊奈町 (豊川市)
伊奈町（いなちょう）は、愛知県豊川市の地名。

## 地理

### 河川・池沼
- 佐奈川
- 白川

### 字一覧
- 雨田（あまだ）
- 新屋（あらや）
- 一ノ坪（いちのつぼ）
- 市場（いちば）
- 北村（きたむら）
- 北山新田（きたやましんでん）
- 葛原（くずはら）
- 慶応（けいおう）
- 古当（ことう）
- 佐脇原（さわきばら）
- 汐田（しおた）
- 正庵（しょうあん）
- 新町（しんまち）
- 新町畑（しんまちばた）
- 神田（じんでん）
- 大明神（だいみょうじん）
- 大門（だいもん）
- 茶屋（ちゃや）
- 鶴田（つるた）
- 出口（でぐち）
- 中村（なかむら）
- 流田（ながれだ）
- 並松（なみまつ）
- 縫殿（ぬいどの）
- 野川（のがわ）
- 八王子（はちおうじ）
- 原松（はらまつ）
- 深田（ふかた）
- 平内（へいない）
- 舞々辻（まいまいつじ）
- 前山（まえやま）
- 松間（まつあい）
- 丸ノ内（まるのうち）
- 南山新田（みなみやましんでん）
- 宮坪（みやつぼ）
- 宮前（みやまえ）
- 柳（やなぎ）
- 柳堤（やなぎづつみ）

### 交通
- 国道1号
- 国道23号
- 愛知県道373号金野豊川線
- 愛知県道375号前芝国府停車場線
- 愛知県道384号小坂井御津線
- 名鉄名古屋本線伊奈駅
- 東海道本線西小坂井駅
- 東海道新幹線

### 施設
- 雪印メグミルク豊橋工場
- 若宮八幡社
- 永正寺
- 西蔵寺
- 花ヶ池公園
- 伊奈城址公園
- 新池公園(近隣公園)
- 小坂井中央公園(近隣公園)
- サツキ公園
- 佐平山公園(古当側)

## 歴史

### 沿革
- 2010年（平成22年）2月1日 - 宝飯郡小坂井町大字伊奈が合併に伴い、豊川市伊奈町となる[WEB 6]。

### 人口の変遷
国勢調査による人口および世帯数の推移。
| 1995年（平成7年）  | 4304世帯 14079人 |  |
| 2000年（平成12年） | 4604世帯 14179人 |  |
| 2005年（平成17年） | 3868世帯 11445人 |  |
| 2010年（平成22年） | 4029世帯 11547人 |  |
| 2015年（平成27年） | 4257世帯 11661人 |  |
| 2020年（令和2年）  | 4437世帯 11496人 |  |

### WEB
1. ↑  “愛知県豊川市の町丁・字一覧”.   人口統計ラボ. 2024年5月1日閲覧。
2. 1 2  総務省統計局 (2022年2月10日). “令和2年国勢調査の調査結果(e-Stat) - 男女別人口，外国人人口及び世帯数－町丁・字等” (CSV). 2023年8月2日閲覧。
3. ↑  “読み仮名データの促音・拗音を小書きで表記するもの(zip形式) 愛知県” (zip).   日本郵便 (2024年2月29日). 2024年3月26日閲覧。
4. ↑  “市外局番の一覧” (PDF).   総務省 (2022年3月1日). 2022年3月22日閲覧。
5. ↑  “ナンバープレートについて”.   一般社団法人愛知県自動車会議所. 2024年1月21日閲覧。
6. ↑  “愛知県豊川市の郵便番号一覧”.   日本郵便. 2024年5月2日閲覧。
7. ↑  総務省統計局 (2014年3月28日). “平成7年国勢調査の調査結果(e-Stat) - 男女別人口及び世帯数 －町丁・字等” (CSV). 2021年7月20日閲覧。
8. ↑  総務省統計局 (2014年5月30日). “平成12年国勢調査の調査結果(e-Stat) - 男女別人口及び世帯数 －町丁・字等” (CSV). 2021年7月20日閲覧。
9. ↑  総務省統計局 (2014年6月27日). “平成17年国勢調査の調査結果(e-Stat) - 男女別人口及び世帯数 －町丁・字等” (CSV). 2021年7月21日閲覧。
10. ↑  総務省統計局 (2012年1月20日). “平成22年国勢調査の調査結果(e-Stat) - 男女別人口及び世帯数 －町丁・字等” (CSV). 2021年7月21日閲覧。
11. ↑  総務省統計局 (2017年1月27日). “平成27年国勢調査の調査結果(e-Stat) - 男女別人口及び世帯数 －町丁・字等” (CSV). 2021年7月21日閲覧。